# Shōwa Genroku rakugo shinjū
Shōwa Genroku rakugo shinjū (昭和元禄落語心中?) è un manga scritto e disegnato da Haruko Kumota, serializzato sulla rivista Itan di Kōdansha dal 25 marzo 2010 al 7 giugno 2016. Una serie OAV, prodotta da Studio Deen, è stata pubblicata nel 2015. Un adattamento anime per la televisione, sempre a cura di Studio Deen, è stato trasmesso in Giappone diviso in due stagioni tra l'8 gennaio 2016 e il 24 marzo 2017. In Italia la serie televisiva anime è stata acquistata da Dynit e caricata sulla piattaforma digitale VVVVID.

## Personaggi
Yakumo Yurakutei VIII (八代目 有楽亭 八雲?, Hachidaime Yurakutei Yakumo)
Doppiato da: Akira Ishida
Sukeroku Yurakutei II (二代目 有楽亭 助六?, Nidaime Yurakutei Sukeroku)
Doppiato da: Kōichi Yamadera
Yotarō (与太郎?)
Doppiato da: Tomokazu Seki
Konatsu (小夏?)
Doppiata da: Yū Kobayashi
Yakumo Yurakutei VII (七代目 有楽亭 八雲?, Shichidaime Yurakutei Yakumo)
Doppiato da: Hiroshi Yanaka
Miyokichi (みよ吉?)
Doppiata da: Megumi Hayashibara
Amaken (アマケン?)
Doppiato da: Kappei Yamaguchi
Ani-san (アニさん?)
Doppiato da: Shō Sudō
Bansai Tsuburaya (円屋 萬歳?, Tsuburaya Bansai)
Doppiato da: Chafūrin
Matsuda (松田?)
Doppiato da: Shigeru Ushiyama
Mangetsu Tsuburaya IV (四代目 円屋 萬月?, Yondaime Tsuburaya Mangetsu)
Doppiato da: Kōji Yusa

## Media

### Manga
Il manga, scritto e disegnato da Haruko Kumota, è stato serializzato sulla rivista Itan di Kōdansha dal 25 marzo 2010 al 7 giugno 2016. I vari capitoli sono stati raccolti in dieci volumi tankōbon, che sono stati pubblicati tra il 7 luglio 2011 e il 7 settembre 2016. In America del Nord i diritti sono stati acquistati da Kodansha USA.

#### Volumi
| Nº | Data di prima pubblicazione             | Data di prima pubblicazione                                                         | Data di prima pubblicazione |
| Nº | Giapponese                              | Giapponese                                                                          |                             |
| -- | --------------------------------------- | ----------------------------------------------------------------------------------- | --------------------------- |
| 1  | 7 luglio 2011                           | ISBN 978-4-06-380514-7                                                              |                             |
| 2  | 6 gennaio 2012                          | ISBN 978-4-06-380554-3                                                              |                             |
| 3  | 5 ottobre 2012                          | ISBN 978-4-06-380592-5                                                              |                             |
| 4  | 7 giugno 2013                           | ISBN 978-4-06-380631-1                                                              |                             |
| 5  | 7 febbraio 2014                         | ISBN 978-4-06-380670-0                                                              |                             |
| 6  | 7 agosto 2014                           | ISBN 978-4-06-380708-0                                                              |                             |
| 7  | 6 marzo 2015 (ed. regolare & limitata)  | ISBN 978-4-06-380752-3 (ed. regolare) ISBN 978-4-06-358742-5 (ed. limitata con OAV) |                             |
| 8  | 7 agosto 2015 (ed. regolare & limitata) | ISBN 978-4-06-380788-2 (ed. regolare) ISBN 978-4-06-358744-9 (ed. limitata con OAV) |                             |
| 9  | 5 febbraio 2016                         | ISBN 978-4-06-380832-2                                                              |                             |
| 10 | 7 settembre 2016                        | ISBN 978-4-06-380876-6 (ed. regolare) ISBN 978-4-06-362340-6 (ed. speciale)         |                             |

### Anime
Una serie OAV, prodotta da Studio Deen e diretta da Mamoru Hatakeyama, si compone di due episodi, usciti rispettivamente il 6 marzo e il 7 agosto 2015 in allegato all'edizione limitata del settimo e ottavo volume del manga. Una serie televisiva anime, a cura dello stesso staff principale degli OAV, è andata in onda invece dall'8 gennaio al 1º aprile 2016. Le sigle di apertura e chiusura sono rispettivamente Usurahi shinjū (薄ら氷心中?) di Megumi Hayashibara e Kawa, taredoki (かは、たれどき?) di Kana Shibue. In Italia i diritti sono stati acquistati dalla Dynit per VVVVID, mentre in altri paesi del mondo gli episodi sono stati trasmessi in streaming, in contemporanea col Giappone, da Crunchyroll. Una seconda stagione, sottotitolata Sukeroku futatabi-hen (助六再び篇?) e annunciata al termine della prima, è andata in onda dal 6 gennaio al 24 marzo 2017 ed è stata trasmessa in simulcast da Dynit su VVVVID.

## Accoglienza
L'opera è stata nominata al quinto Manga Taishō, ricevendo quarantanove punti e classificandosi quarta tra le quindici in gara. È stata anche nominata al diciassettesimo Premio culturale Osamu Tezuka, ed ha ottenuto il secondo posto nel sondaggio "top 20 manga per lettrici" di Kono manga ga sugoi! 2012 e il quattordicesimo posto nell'edizione della stessa categoria l'anno dopo. Classificatasi settima al Grand Prize di Comic Natalie, ha poi vinto sia un premio di eccellenza per i manga al diciassettesimo Japan Media Arts Festival, sia il trentottesimo Premio Kodansha per i manga nella categoria generale.